# Spermacoce microcephala
Spermacoce microcephala är en måreväxtart som beskrevs av Achille Richard. Spermacoce microcephala ingår i släktet Spermacoce och familjen måreväxter.
Artens utbredningsområde är Kuba. Inga underarter finns listade i Catalogue of Life.